# Charlie Robertson (Rennfahrer)

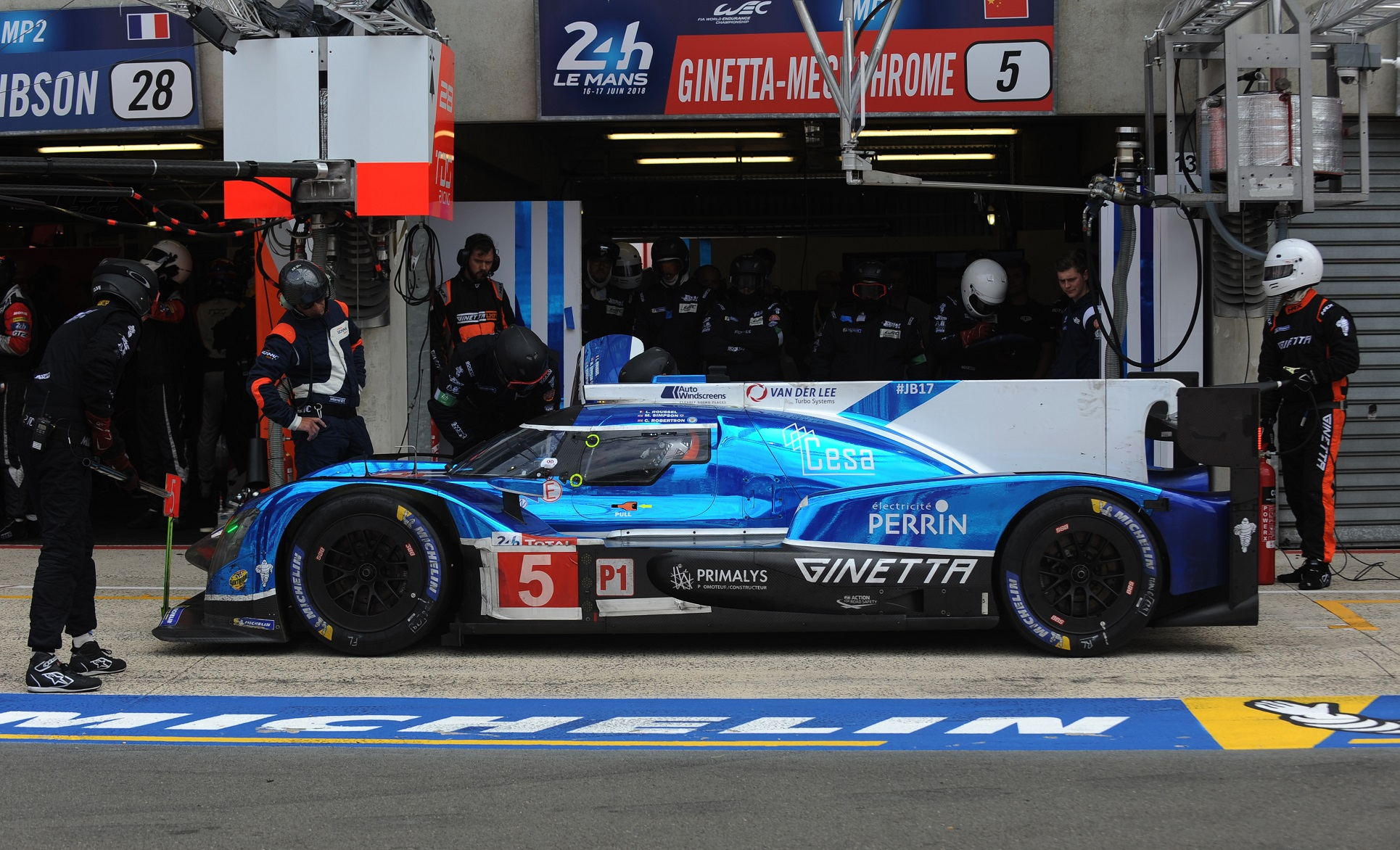
Der von Charlie Robertson beim 24-Stunden-Rennen von Le Mans 2018 gefahrene Ginetta G60-LT-P1

Charles Cameron „Charlie“ Robertson (* 1. Januar 1997 in Caterham) ist ein britischer Autorennfahrer.  

## Karriere
Charlie Robertson hätte möglicherweise auch als Monoposto-Rennfahrer Karriere gemacht, entschied sich aber früh für eine Laufbahn als GT- und Sportwagenpilot. Sein Talent als Formel-Rennfahrer zeigte er 2013 mit dem dritten Rang in der BRDC Formula 4 Championship.
Im Sportwagensport wurde er als Stammfahrer von CEFC Manor TRSM Racing in der FIA-Langstrecken-Weltmeisterschaft bekannt. Robertson und seine Teamkollegen fuhren den Ginetta G60-LT-P1 bei ausgewählten Meisterschaftsrennen. Der Ginetta war ein schnelles LMP1-Fahrzeug, das durchaus konkurrenzfähig war, jedoch an technischen Mängeln litt. Das lag weniger am Fahrzeug als an den dauerhaften finanziellen Problemen des Einsatzteams. Es fehlte vor allem an Test- und Einsatzzeit. 2018 meldete Manor zwei G60-LT-P1 beim 24-Stunden-Rennen von Le Mans. Robertson fuhr gemeinsam mit Mike Simpson und Léo Roussel den Wagen mit der Startnummer 5 und erreichte mit großem Rückstand, ausgelöst durch mehrere Reparaturen während des Rennens, auf die Sieger Sébastien Buemi, Kazuki Nakajima und Fernando Alonso im Toyota TS050 Hybrid den 41. Gesamtrang. Robertson saß auch am Steuer des Wagens, als beim 4-Stunden-Rennen von Silverstone 2019 mit dem vierten Gesamtrang das beste Ergebnis des Fahrzeugs eingefahren wurde. Teamkollegen waren Ben Hanley und Jegor Orudschew. 
Schon früh in seiner Karriere war er mit Ginetta verbunden, als er 2012 den Ginetta Junior Cup und 2014 den Michelin Ginetta GT4 Supercup gewann. Weitere Erfolge waren der LPM3-Klassensieg in der Endwertung der European Le Mans Series 2015 und der zweite Rang in derselben Klasse in der Asian Le Mans Series 2016/17.

## Statistik

### Le-Mans-Ergebnisse
| Jahr | Team                   | Fahrzeug          | Teamkollege | Teamkollege  | Platzierung | Ausfallgrund |
| ---- | ---------------------- | ----------------- | ----------- | ------------ | ----------- | ------------ |
| 2018 | CEFC Manor TRSM Racing | Ginetta G60-LT-P1 | Léo Roussel | Mike Simpson | Rang 41     |              |

### Einzelergebnisse in der FIA-Langstrecken-Weltmeisterschaft
| Saison  | Team         | Rennwagen         | 1   | 2   | 3   | 4   | 5   | 6   | 7   | 8   |
| ------- | ------------ | ----------------- | --- | --- | --- | --- | --- | --- | --- | --- |
| 2018/19 | Manor Racing | Ginetta G60-LT-P1 | SPA | LEM | SIL | FUJ | SHA | SEB | SPA | LEM |
| 2018/19 | Manor Racing | Ginetta G60-LT-P1 | 41  |     |     |     |     |     |     |     |
| 2019/20 | Team LNT     | Ginetta G60-LT-P1 | SIL | FUJ | SHA | BAH | AUS | SPA | LEM | BAH |
| 2019/20 | Team LNT     | Ginetta G60-LT-P1 | 4   | 9   | 5   | DNF |     |     |     |     |